# オクサンディア・カスティーヨ
オクサンディア・ナポレオン・カスティーヨ（Oxandia Napoleón Castillo、1994年9月29日 - ）は、ドミニカ共和国の女子プロボクサー。サントドミンゴ出身。第2代WBO女子世界スーパーウェルター級王者。

## 来歴
2010年2月25日、サントドミンゴのブルーノ・カー・ウォッシュでロシオ・デ・レオンと対戦し、4回3-0（3者共に40-36）の判定勝ちを収めデビュー戦を白星で飾った。
2010年6月5日、マリア・トリニダード・サンチェス州ナグアのポリデポルティーボ・デ・ナグアでロシオ・デ・レオンと再戦し、4回1-0（39-37、2者が38-38）の判定で引き分けた。
2010年8月28日、エリアス・ピーニャ州のパルケ・プブリコでスレイディ・ディアス・メヒアと対戦し、プロ初のKO勝ちとなる2回TKO勝ちを収めた。
2010年11月29日、サン・ペテロ・デ・マコリス州のコリセオ・ペペ・マイェンでロシオ・デ・レオンと再戦し4回3-0（3者共に40-36）の判定勝ちを収めた。 
2011年6月25日、サントドミンゴのパルケ・デル・エステでシンディ・セラノと対戦し、6回1-1（57-57、59-55、56-58）の判定で引き分けた。
2013年2月28日、サンホセ州ティバスのエスタディオ・リカルド・サプリサ・アイマでWBO女子世界スーパーウェルター級王者ハンナ・ガブリエルと対戦し、2回2分45秒KO勝ちを収め王座獲得に成功した。
2013年9月7日、デンマークフレゼリクスハウンのアレナ・ノルトでWBA・WBC・WBO女子世界ウェルター級王者セシリア・ブレークフスと対戦し、プロ初黒星となる9回1分51秒TKO負けを喫し2階級制覇に失敗した。
2014年6月7日、南アフリカ共和国東ケープ州イースト・ロンドンのオリエント・シアターで元IBF女子世界ウェルター級王者ノニ・テンゲとWBA女子世界ウェルター級暫定王座決定戦を行い、10回0-2（94-96、92-97、95-95）の判定負けを喫し王座獲得に失敗した。
2014年7月26日、サントドミンゴのクルブ・マリア・アウシリアドラでヨセイディ・サルスエラと対戦し、初回1分41秒KO勝ちを収め連敗を2で止めると共に再起に成功した。
2015年2月27日、ヴァル＝ドワーズ県サルセルでWBF女子世界スーパーウェルター級王者アン＝ソフィー・マシスと対戦し、10回1-1（95-95、96-94、94-96）の判定で引き分けに終わり王座獲得に失敗した。

## 戦績
- 18戦 13勝（10KO）2敗 3分

## 獲得タイトル
- 第2代WBO女子世界スーパーウェルター級王座